# What Are You So Scared Of?
What Are You So Scared Of? —en español: ¿De qué estás asustado?— es el primer álbum de estudio de la banda australiana de pop punk, Tonight Alive. El álbum fue lanzado el 14 de octubre de 2011 y el 14 de febrero de 2012, por los sellos Sony Music Australia y Fearless Records, en Australia y Estados Unidos respectivamente. El encargado en la producción del disco fue Mark Trombino, productor del álbum Dude Ranch, de Blink-182. La banda se trasladó hacia Los Ángeles, California, para trabajar con dicho productor. El 1 de julio de 2011, la banda publicó el primer sencillo del álbum, titulado «Starlight». Posteriormente, el 19 de septiembre de 2011, lanzaron «Let It Land», segundo sencillo del disco. Ambas canciones no lograron ingresar a la lista Australian Singles Chart. Por otra parte, el álbum si logró ingresar en la principal lista de Australia, Australian Albums Chart, en el puesto número quince. Luego, el 3 de marzo de 2012, el álbum debutó en las listas Rock Albums, Heatseekers Albums y Independent Albums en los puestos cuarenta y ocho, siete y treinta y dos respectivamente.

## Recepción

### Crítica
El álbum obtuvo buenas críticas por parte de los expertos, en el cual la mayoría destaca la gran variación de musicalidad entre lo fuerte y la sensibilidad en algunas de las canciones tales como «Fake It», «Listening», «Starlight», «Amelia» y «Sure As Hell», entre otras, por no decir que estas son las canciones más destacadas del disco. También cabe destacar el gran talento de la vocalista, Jenna McDougall, la cual, según los críticos es inevitablemente comparable a Hayley Williams, vocalista de Paramore, aunque al parecer ella a infundado grandes expectativas para Tonight Alive y gran admiración por parte de los expertos. Según la página web AbsolutePunk hace una comparación del álbum con «comer dulces», : «... es divertido, adictivo y dulce al escucharlo. Hablando de cosas adictivas como el dulce, el sonido de Tonight Alive puede ser bastante precisó en comparación con los dulces.», haciendo referencia a la gran variedad musical del álbum ya mencionada, aunque se le encuentra una falla que es marcada por todos los críticos, la larga duración del álbum. Para ser un álbum debut es demasiado larga su duración, hay canciones de relleno y se puede volver muy pesado en cierto momento. AlbsolutePunk en comparación con el dulce dice lo siguiente: «...todos los dulces tienen sus inconvenientes. Cuando uno come demasiados dulces, es posible que se enferme o se canse de ellos.»

## Lista de canciones
Todas las canciones escritas y compuestas por Tonight Alive. 
| What Are You So Scared Of? |                                           |          |  |
| N.º                        | Título                                    | Duración |  |
| 1.                         | «Eject, Eject, Eject»                     | 1:29     |  |
| 2.                         | «Breaking & Entering»                     | 3:32     |  |
| 3.                         | «Starlight»                               | 3:23     |  |
| 4.                         | «Sure As Hell»                            | 3:06     |  |
| 5.                         | «Let It Land»                             | 3:34     |  |
| 6.                         | «Fake It»                                 | 3:16     |  |
| 7.                         | «Listening»                               | 2:55     |  |
| 8.                         | «Reason to Sing»                          | 2:55     |  |
| 9.                         | «Safe & Sound»                            | 3:17     |  |
| 10.                        | «Thank You & Goodnight» (con Mark Hoppus) | 3:04     |  |
| 11.                        | «Amelia»                                  | 3:38     |  |
| 12.                        | «In the First Place»                      | 2:41     |  |
| 13.                        | «To Die For»                              | 3:25     |  |
| 14.                        | «What Are You So Scared Of?»              | 3:26     |  |
| 44:07                      |                                           |          |  |

| Bonus track acústicos |                           |          |  |
| N.º                   | Título                    | Duración |  |
| 15.                   | «Breaking and Entering»   | 3:26     |  |
| 16.                   | «Starlight»               | 3:07     |  |
| 17.                   | «Sure As Hell»            | 2:58     |  |
| 18.                   | «Let It Land»             | 3:24     |  |
| 19.                   | «Safe and Sound»          | 3:06     |  |
| 20.                   | «Thank You & Goodnight»   | 3:00     |  |
| 21.                   | «Amelia»                  | 3:36     |  |
| 22.                   | «In the First Place»      | 2:33     |  |
| 23.                   | «To Die For»              | 3:16     |  |
| 24.                   | «What Are You Scared Of?» | 2:51     |  |
| 1:15:12               |                           |          |  |

| versión de iTunes |           |          |  |
| N.º               | Título    | Duración |  |
| 15.               | «Welcome» | 2:50     |  |

| What Are You So Scared Of? — versión de Estados Unidos |                                           |          |  |
| N.º                                                    | Título                                    | Duración |  |
| 1.                                                     | «Eject, Eject, Eject!»                    | 1:29     |  |
| 2.                                                     | «Breaking & Entering»                     | 3:32     |  |
| 3.                                                     | «Sure As Hell»                            | 3:06     |  |
| 4.                                                     | «Starlight»                               | 3:32     |  |
| 5.                                                     | «To Die For»                              | 3:25     |  |
| 6.                                                     | «Let it Land»                             | 3:24     |  |
| 7.                                                     | «Amelia»                                  | 3:38     |  |
| 8.                                                     | «Listening»                               | 2:55     |  |
| 9.                                                     | «Thank You & Goodnight» (con Mark Hoppus) | 3:04     |  |
| 10.                                                    | «Safe and Sound»                          | 3:17     |  |
| 11.                                                    | «Fake It»                                 | 3:16     |  |
| 12.                                                    | «What Are You So Scared Of?»              | 3:36     |  |
| 39:08                                                  |                                           |          |  |

| versión de iTunes |                                       |          |  |
| N.º               | Título                                | Duración |  |
| 13.               | «Welcome»                             | 2:50     |  |
| 14.               | «Take Me Down»                        | 2:36     |  |
| 15.               | «Breaking & Entering» (video musical) | 3:28     |  |
| 16.               | «Starlight» (video musical)           | 3:26     |  |

## Posicionamiento en listas
| Australia      | Australian Albums Chart | 15 |
| Estados Unidos | Independent Albums      | 32 |
| Estados Unidos | Heatseekers Albums      | 7  |
| Estados Unidos | Rock Albums             | 48 |
| Reino Unido    | UK Rock Albums          | 17 |

## Personal
| Tonight Alive - Jenna McDougall: voz - Whakaio Taahi: guitarra - Cameron Adler: bajo - Jake Hardy: guitarra - Matt Best: batería Producción - Mark Trombino: productor, ingeniero de sonido y mezcla - Mark Maxell: producción adicional - Mike Kaminsky: management - Ben Neilson: management - Andrew Cameron: asuntos de negocio | - Josh Newell: masterización, asistente de ingeniero de sonido - Bob Becker: A&R - Chris Foitle: A&R - John Engelhardt: ilustración de la portada del álbum - Elliot Toms: fotógrafo de la portada del álbum - Josh Mannen: diseñador gráfico - Dave Shapiro: contrataciones - Mark Hoppus: artista invitado - Mervyn Green: voz adicional - The Veeegs: voz adicional |

Fuente: Allmusic.